# Coupe du monde de triathlon 1999
Navigation
Édition précédente Édition suivante
La coupe du monde de triathlon 1999 est composée de 11 courses organisées par la Fédération internationale de triathlon (ITU). Chacune des courses est disputée au format olympique soit 1500 m de natation, 40 km de cyclisme et 10 km de course à pied.

## Étapes de l'épreuve
| Date       | Lieu               | Format | Homme                  | Femme            |
| ---------- | ------------------ | ------ | ---------------------- | ---------------- |
| 11 avril   | Ishigaki           | M      | Greg Welch             | Loretta Harrop   |
| 18 avril   | Gamagori           | M      | Chris McCormack        | Loretta Harrop   |
| 2 mai      | Sydney             | M      | Greg Bennett           | Michellie Jones  |
| 13 juin    | Kapelle-op-den-Bos | M      | Simon Lessing          | Joanne King      |
| 20 juin    | Monte-Carlo        | M      | Simon Lessing          | Magali Messmer   |
| 26 juin    | Big Island         | M      | Greg Welch             | Michellie Jones  |
| 8 août     | Tiszaújváros       | M      | Hamish Carter          | Loretta Harrop   |
| 15 août    | Corner Brook       | M      | Craig Walton           | Jackie Gallagher |
| 29 août    | Lausanne           | M      | Andrew Johns           | Loretta Harrop   |
| 10 octobre | Cancún             | M      | Volodymyr Polikarpenko | Jackie Gallagher |
| 7 novembre | Noosa              | M      | Shane Reed             | Michelle Dillon  |

## Par nation
| Rang | Nation           | Victoires |
| ---- | ---------------- | --------- |
| 1    | Australie        | 13        |
| 2    | Royaume-Uni      | 4         |
| 3    | Nouvelle-Zélande | 2         |
| 4    | États-Unis       | 1         |
| 4    | Suisse           | 1         |
| 4    | Ukraine          | 1         |

## Classements généraux
| Rang               | Nom             |
| ------------------ | --------------- |
| Médaille d'or      | Andrew Johns    |
| Médaille d'argent  | Dmitriy Gaag    |
| Médaille de bronze | Simon Lessing   |
| 4                  | Reto Hug        |
| 5                  | Greg Welch      |
| 6                  | Jan Řehula      |
| 7                  | Greg Bennett    |
| 8                  | Chris McCormack |
| 9                  | Craig Watson    |
| 10                 | Hamish Carter   |

| Rang               | Nom               |
| ------------------ | ----------------- |
| Médaille d'or      | Loretta Harrop    |
| Médaille d'argent  | Michellie Jones   |
| Médaille de bronze | Jackie Gallagher  |
| 4                  | Barbara Lindquist |
| 5                  | Tracy Hargreaves  |
| 6                  | Siri Lindley      |
| 7                  | Magali Messmer    |
| 8                  | Mariana Ohata     |
| 9                  | Sian Brice        |
| 10                 | Rina Hill         |